# 1830: Railroads and Robber Barons
1830: Railroads and Robber Barons est un jeu vidéo de simulation économique conçu par Steve Barcia et Russ Williams et publié par Avalon Hill en 1995 sur IBM PC. Il s’agit d’une adaptation du jeu de plateau 1830, conçu par Bruce Shelley et publié par Avalon Hill. Il se déroule en 1830 aux États-Unis. Chaque joueur débute avec un petit capital, grâce auquel ils peuvent acheter des actions dans huit compagnies ferroviaires. Ils doivent ensuite faire fructifier leurs investissement jusqu’à obtenir une certaine somme d’argent, ou jusqu’à ce qu’un joueur fasse faillite. Lorsqu’un joueur détient une majorité d’action dans une compagnie, il en prend le contrôle et peut alors dicter la manière dont elle se développe en définissant les voies ferrées et les gares à construire, en achetant des trains et en définissant les voies sur lesquelles ils opèrent.

## Accueil
| 1830: Railroads and Robber Barons |      |       |
| Média                             | Pays | Notes |
| Computer Gaming World             | US   | 4.5/5 |
| Dragon Magazine                   | US   | 3.5/5 |
| PC Gamer UK                       | GB   | 84 %  |
| PC Gamer US                       | US   | 80 %  |

Le jeu se vend à moins de 40 000 exemplaires.